# Lapis Niger
Lapis Niger er et næsten kvadratisk område i Forum Romanum i Rom belagt med sort marmor beskyttet af en metalballustrade.
Lapis Niger er muligvis lagt af Julius Caesar eller Sulla ved omlægning af Forum Romanum og Comitium. 
I antikken ansås stedet sædvanligvis for at være Romulus grav, og havde således stor symbolsk betydning.
Den blev gravet frem i slutningen af 1800-tallet. Man fandt et alter og en stenblok med den ældste kendte indskrift på latin fra omkring 500-tallet f.Kr.  Teksten er beskadiget og svær at tolke, men synes at indeholde en advarsel mod at vanhellige stedet, og der tales om en konge. Der er ikke fundet nogen grav, måske drejer det sig om en såkaldt "heroon" af den type som fandtes i græske byer, det vil sige en kultplads for byens grundlægger.
- Øverste lag af Lapis Niger.
The Roman Forvm af Christian Hülsen, 1906
- Ældste kendte inskriptioner på latin, fundet ved udgravninger af Lapis Niger